# Attila Fahrradwerke
Attila Fahrradwerke AG vorm. Kretschmar & Co. war ein deutscher Hersteller von Fahrrädern und Automobilen. In Anzeigen finden sich auch die Firmierungen Attila-Fahrradwerke und Attila-Fahrrad-Werke.

## Unternehmensgeschichte
Das Unternehmen aus Dresden-Löbtau fertigte Fahrräder. 1900 begann die Produktion von Automobilen. Der Markenname lautete Attila. 1901 endete die Automobilproduktion.

## Fahrzeuge
Das einzige Modell war ein Dreirad. Es bot Platz für zwei Personen. Für den Antrieb sorgte ein Einbaumotor von Aster. Der Motor leistete je nach Quelle 2,5 oder 3 PS.